# Vorwiegend heiter
Vorwiegend heiter ist ein von Stanley Donen und Gene Kelly inszeniertes US-amerikanisches Filmmusical mit Kelly in der Hauptrolle. Als seine Kumpels sind Dan Dailey und Michael Kidd zu sehen. Die weibliche Hauptrolle spielte Cyd Charisse. Der Film markierte das Ende der seit den 1940er Jahren existierenden, überaus erfolgreichen Zusammenarbeit der beiden Musikfilmspezialisten.

## Handlung
Der Zweite Weltkrieg ist vorüber, und die drei G.I.s Ted Riley, Doug Hallerton und Angie Valentine sind in ihr Viertel in New York zurückgekehrt. Man schreibt den 11. Oktober 1945, und die drei Freunde heben erst einmal in ihrer Stammkneipe ein Glas. Barkeeper Tim überreicht Ted einen Brief seiner Freundin, in dem steht, dass sie in der Zwischenzeit geheiratet habe. Daraufhin unternehmen Ted und seine Kumpel eine Sauftour durch sämtliche Kneipen der Stadt, um in Solidarität mit Ted den Kummer herunterzuspülen. Sie stellen fest, dass sie nun wieder Zivilisten sind und dieser Umstand ihr Leben auch nicht unbedingt leichter macht. Alle drei wissen, dass sie sich nunmehr trennen werden, weil jeder sein eigenes Leben aufbauen muss. Daher versprechen sich Ted, Doug und Angie, sich in exakt zehn Jahren, am 11. Oktober 1955, wieder zu sehen und zwar in Tims Bar.
Die Jahre ziehen ins Land. Doug hat in der Malerei ein neues Lebensziel gefunden, während Angie sich zum Koch ausbilden ließ. Beide haben geheiratet und gehen ihrem geregelten Tagesablauf nach. Ted hingegen scheint ziellos. Er hat seine Pläne, Jura zu studieren, aufgegeben und lebt in den Tag hinein, mit Frauen und Glücksspiel als ständige Begleitung. Der Oktober 1955 nähert sich unaufhörlich, und die Jungs haben sich längst neuen Zielen zugewandt: Ted verdient zu diesem Zeitpunkt sein Geld als Boxmanager und ist an drittklassigen und zweifelhaften Kämpfen beteiligt. Am elften des Monats betritt Doug wie verabredet Tims Bar und ist zunächst einmal freudig überrascht, sein Gemälde an der Kneipenwand hängen zu sehen, das er Tim vor zehn Jahren überreicht hatte. Dougs Ehe steht kurz vor der Scheidung, sie findet, dass er sich zu seinem Nachteil verändert hat. Angie betritt als nächster die Pinte, gefolgt von Ted. Die Stunden schreiten voran, und alle drei fremdeln heftig miteinander. Man hat sich einfach nicht mehr viel zu sagen. Doug arbeitet als Werbemanager in Chicago und hat kleinere gesundheitliche Probleme, Angie führt ein kleines Restaurant in Schenectady und ist ganz Familienvater. Doug will es allen zeigen, wie weit er es gebracht hat und lädt seine Kumpels in ein schickes Restaurant ein, doch man bleibt sich weiterhin merkwürdig fremd.

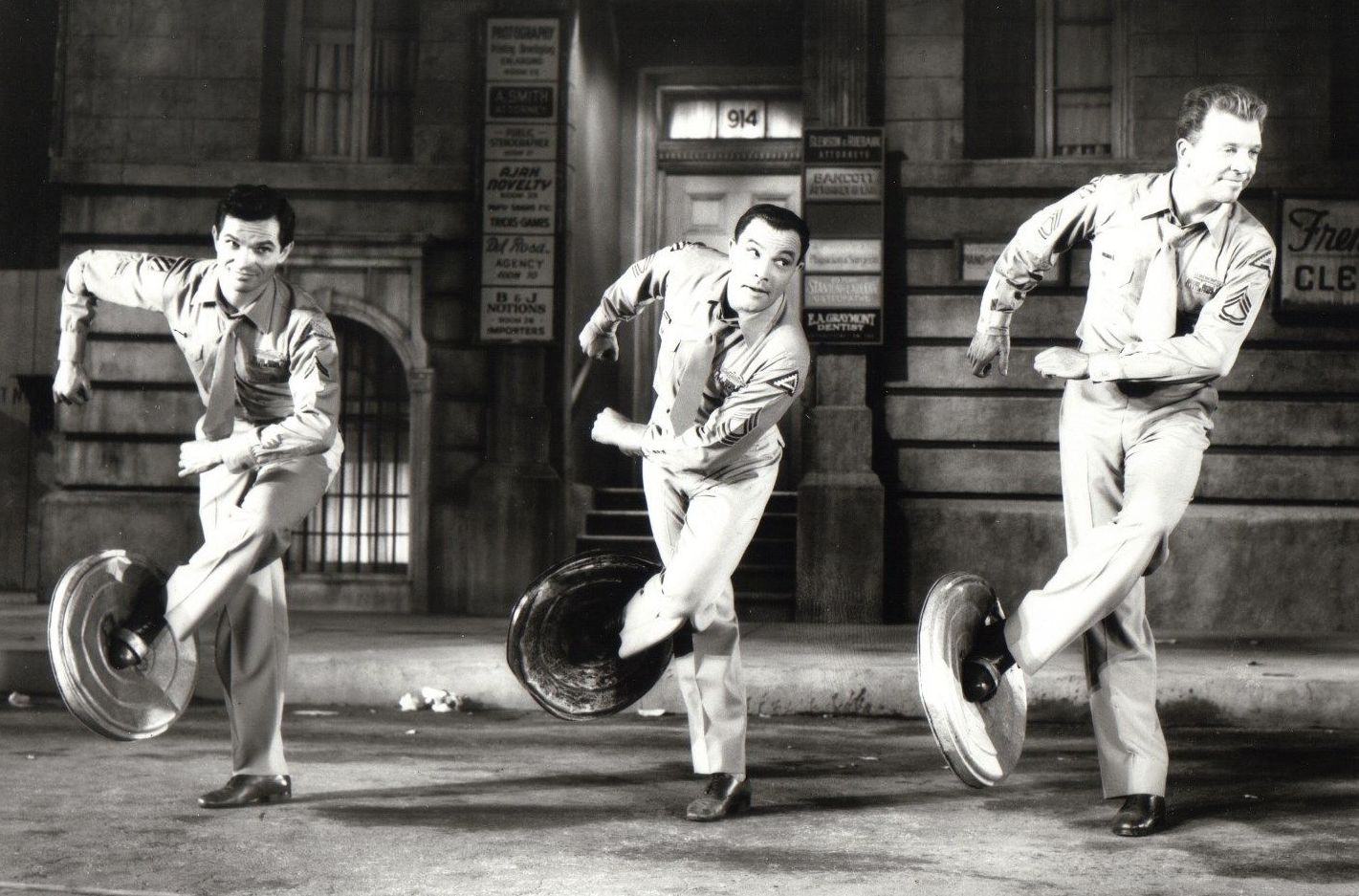
Michael Kidd, Gene Kelly und Dan Dailey tanzen zu Beginn des Films den Mülleimerdeckel-Tanz im Rahmen der „Saufgelage“-Nummer

Man will sich gerade wieder trennen, als Doug Mr. Fielding begegnet, einem Manager einer New Yorker Werbeagentur, und der äußerst attraktiven Jackie Leighton, der Programmkoordinatorin einer Fernsehshow jener Werbeagentur, „Midnight with Madeleine“. Fielding lädt Doug und seine Freunde zu den Proben der jüngsten Showausgabe ein. Von Jackies Schönheit angezogen, versucht Womanizer Ted augenblicklich, mit ihr anzubandeln, doch Jackie ist eine selbständige, erfolgreiche Frau, die sich nicht so leicht erobern lässt. Ted verabschiedet sich von ihr vor dem Fontainbleu Nachtclub, wo die Fernsehshow aufgezeichnet wird. Um seine Chancen bei ihr zu verbessern, bedrängt er die Schöne, ihn später in seinem vertrauten Umfeld, der Boxtrainingshalle, zu besuchen. Währenddessen gehen die TV-Proben ihren Gang, und Showpräsentatorin Madeline Bradville zickt mal wieder herum. Diesmal gefällt ihr der ausgewählte Überraschungsgast nicht, und diesen Umstand lässt Madeline Jackie deutlich spüren. Da kommt Jackie die Idee, die drei Kriegskumpel hierhin zu lotsen, damit sie die Geschichte ihrer Freundschaft zum Besten geben können. Jackie begibt sich deshalb in das Box-Trainingscenter, um Ted dazu zu überreden, dieser Show beizuwohnen, ohne ihm allerdings ihre wahren Absichten mitzuteilen. Der glaubt bei Jackies Ankunft natürlich sofort, dass sie seinem unwiderstehlichen Charme nicht mehr länger widerstehen konnte und den Boxsport liebe. Während Jackie an das Showarrangement des kommenden Abends denkt, hat Ted vor allem den anstehenden Boxkampf zwischen Rocky Heldon und seinem Protegé Kid Mariacchi im Kopf. Rocky macht Ted klar, dass der Kampf vom berüchtigten Ganoven Culloran geschmiert worden sei und Kid zu Boden gehen solle. In dieser angespannten Situation für Jackie und Ted beginnen sich die beiden dem jeweiligen Gegenüber allmählich zu öffnen.
Je näher der TV-Showabend kommt, desto mürrischer und übelgelaunter wird Doug, der mit seinem Leben zutiefst unzufrieden ist und sich hemmungslos betrinkt. Ted und Jackie gehen derweil in Kid Mariacchis Umkleideraum und schlagen ihn bewusstlos, damit er nicht am gekauften Kampf teilnimmt. Schließlich küssen sich Jackie und Ted. Auf der Flucht vor Schlägertypen schnallt sich Ted Rollschuhe unter die Füße und fährt so vor dem Fontainbleu vor. Ted, Angie und Doug erscheinen unabhängig voneinander in der Fernsehshow, noch immer nicht wissend, dass sie gleich deren Stargäste sein werden. Mit großer Fanfare werden die drei Ahnungslosen auf die Bühne geleitet. Die Show läuft anders als erwartet; alle drei gestehen ehrlich die traurigen Wahrheiten ihrer nicht sehr glanzvollen Existenz und gestehen überdies einander ein, dass für jeden von ihnen das Wiedersehen enttäuschend verlief. Ted steht als erster wieder auf, Doug und Angie folgen ihm. Just in diesem Moment betritt der Halsabschneider Culloran mit seinen Schlägern den Club. Vom Kontrollraum aus dirigiert Jackie die Studiokameras in Richtung Culloran und filmt diesen, wie er zugibt, dass der anstehende Boxkampf abgekartet sei. Culloran bemerkt, wie er reingelegt wurde, sieht Ted und prügelt auf ihn ein. Es kommt zu einer handfesten Schlägerei, die die Fernsehkameras einfängt. Nun hat Madeline endlich den ersehnten „Höhepunkt“ ihrer Liveshow, aber sicherlich ganz anders als geplant. Die drei Kriegskameraden prügeln sich mit Cullorans Handlanger, bis endlich die Polizei eintrifft und die Ganoven festnimmt. In Tims Bar treffen sich die Freunde wieder und feiern ihren „Triumph“, bis Jackie hereinkommt und Ted endlich innig küsst.

## Produktionsnotizen
Die Dreharbeiten zu Vorwiegend heiter begannen am 13. Oktober 1954 und endeten Anfang Mai 1955. Am 2. September 1955 erfolgte die US-Premiere, die deutsche Erstaufführung fand am 27. April 1956 statt. Die deutsche Fernsehpremiere war am 23. Dezember 1974 in der ARD.
Cedric Gibbons und Arthur Lonergan erstellten die Filmbauten, Edwin B. Willis und Hugh Hunt sorgten für die Ausstattung. Helen Rose zeichnete für die Kostüme verantwortlich. Wesley C. Miller war hier der Cheftontechniker, Warren Newcombe und Irving G. Ries erstellten die visuellen Effekte. Maskenbildner William Tuttle zeichnete für das Makeup verantwortlich.

## Wissenswertes
Co-Regisseur Donen, der kurz zuvor einen großen Erfolg mit dem Filmmusical Eine Braut für sieben Brüder erzielt hatte, wollte eigentlich nicht mehr als Zweitregisseur an der Seite Kellys arbeiten, ließ sich hier aber von der produzierenden MGM breitschlagen. Während der Dreharbeiten kam es zwischen ihm und Kelly zu künstlerischen Differenzen, die schließlich in einem lebenslang anhaltenden Zerwürfnis enden sollten.

## Musik
Folgende Musiknummern, allesamt vom MGM Studio Orchester unter der Leitung von André Previn aufgenommen, wurden gespielt bzw. getanzt:
1. „Overture“ (Länge: 1, 04 Minuten)
2. „March, March“ (interpretiert von Gene Kelly, Dan Dailey und Michael Kidd) (Länge: 1, 21 Minuten)
3. „The Binge“ (Länge: 5, 07 Minuten)
4. „The Time For Parting“ (Gene Kelly, Dan Dailey, Michael Kidd) (Länge: 2, 01 Minuten)
5. „10-Year Montage“ (Länge: 2, 18 Minuten)
6. „The Blue Danube (I Shouldn’t Have Come)“ (Gene Kelly, Dan Dailey, Michael Kidd) (Länge: 2, 30 Minuten)
7. „Music Is Better Than Words“ (Dolores Gray) (Länge: 2, 10 Minuten)
8. „Stillman’s Gym“ (Lou Lubin) (Länge: 2, 10 Minuten)
9. „Baby You Knock Me Out“ (Carol Richards, Gesang für die tanzende Cyd Charisse, Lou Lubin) (Länge: 2, 40 Minuten)
10. „The Ad Men“ (Dan Dailey, Paul Maxey) (Länge: 48 Sekunden)
11. „Once Upon A Time“ (Gene Kelly, Dan Dailey, Michael Kidd) (Länge: 3, 33 Minuten)
12. „Situation-Wise“ (Dan Dailey) (Länge: 2, 49 Minuten)
13. „The Chase“ (Länge: 1, 04 Minuten)
14. „I Like Myself“ (Gene Kelly) (Länge: 4, 10 Minuten)
15. „Klenzrite“ (Dolores Gray) (Länge: 1, 34 Minuten)
16. „Thanks A Lot, But No, Thanks“ (Dolores Gray) (Länge: 3, 47 Minuten)
17. „The Time For Parting (Finale)“ (David Burns mit Chor) (Länge: 1, 46 Minuten)

## Nominierungen
Der Film erhielt zwei Oscar-Nominierungen:
- Beste Story und bestes Drehbuch für Betty Comden und Adolph Green
- Beste Filmmusik für André Previn

## Synchronisation
| Rolle               | Darsteller     | Synchronsprecher    |
| ------------------- | -------------- | ------------------- |
| Ted Riley           | Gene Kelly     | Eckart Dux          |
| Doug Hallerton      | Dan Dailey     | Heinz Drache        |
| Jackie Leighton     | Cyd Charisse   | Dagmar Altrichter   |
| Angie Valentine     | Michael Kidd   | Wolfgang Gruner     |
| Tim                 | David Burns    | Hans Hessling       |
| Charles Z. Culloran | Jay C. Flippen | Walther Suessenguth |
| Kid Mariacchi       | Steve Mitchell | Peter Schiff        |

## Kritiken
Die Kritiken reagierten auf dieses Spätwerk des klassischen Filmmusicals vorwiegend freundlich bis heiter. Nachfolgend einige Beispiele:
Bosley Crowther nannte in der New York Times Vorwiegend heiter einen „strahlenden Film“, der das Fernsehen parodiere, und das Fachblatt Variety etikettierte den Film als eine „köstliche Musiksatire“.
Das Lexikon des Internationalen Films befand: „Technisch brillanter, eleganter und witziger, doch streckenweise sehr amerikanischer Musik- und Tanzfilm.“
Der Movie & Video Guide meinte „das penetrante Drehbuch von Comden und Green“ erreiche nicht ganz die Perfektion, habe aber „immer noch wunderbare Momente und einige erstklassige Musiknummern“
Halliwell’s Film Guide urteilte: „Ziemlich entmutigende New Yorker Komödie mit Musicalanteilen. Einige von ihnen funktionieren gut, aber die Farbgebung ist grob und die Breitwand hilft auch nicht.“